# 横山樹理
横山 樹理（よこやま じゅり、現姓：西川、1955年3月9日 - ）は、日本のバレーボール指導者、元選手。
豪快なスパイクと『ジュリ・スマイル』と呼ばれた笑顔で幅広いファンに親しまれた。

## 来歴
福岡県北九州市出身。中学からバレーボールを始め、博多女子商業高等学校（現：博多女子高等学校）ではインターハイで優勝した。
1973年にユニチカに入社。同年6月に18歳で全日本入りした。入社4年目の1976年に行われたモントリオール五輪では控えのメンバーとして出場し金メダルを獲得。白井貴子や前田悦智子が引退した後の全日本を支え、1978年世界選手権、1981年ワールドカップではエースとして活躍し銀メダルを獲得した。その一方で、エースとして金メダルが期待された1980年モスクワオリンピックでは、米国主導の西側諸国ボイコット運動の巻き添えとなり、日本は出場辞退するという悲運にも泣かされた。1982年引退。
引退後は帰郷し、結婚・出産、ママさんバレーの規定（インドア日本代表経験者は引退後10年間参加禁止）により子育てに専念していた。規定による出場禁止期間が明けた後は、生活の拠点とした中間市で体育指導員をする傍らで地元のママさんバレーチームに加わり、指導にあたっていた。
2007年、飯塚高等学校の幹部になっていたかつての恩師に請われる形で女子バレーボール部監督に就任、約2年間務めた。その監督デビュー戦までの日々が、『福岡にんげん交差点』（NHK福岡放送局制作）で放送され、全国にも紹介された。
2010年2月22日、『笑っていいとも』に出演。

## 球歴
- 全日本代表としての主な国際大会出場歴 
  - オリンピック - 1976年
  - 世界選手権 - 1974年、1978年、1982年
  - ワールドカップ - 1977年、1981年

## 所属チーム
- 北九州市立香月中学校
- 博多女子商業高
- ユニチカ（1973-1982年）

## 受賞歴
- 1975年 - 第9回日本リーグ 敢闘賞、ベスト6
- 1976年 - 第10回日本リーグ ベスト6
- 1977年 - 第11回日本リーグ 敢闘賞、ベスト6
- 1978年 - 第12回日本リーグ ベスト6
- 1979年 - 第13回日本リーグ 最高殊勲選手賞、ベスト6
- 1980年 - 第14回日本リーグ 最高殊勲選手賞、ベスト6
- 2007年 - 2006-07プレミアリーグ Vリーグ栄誉賞